# Johan De Muynck
Johan De Muynck (Waarschoot, 30 maggio 1948) è un ex ciclista su strada belga.
Professionista dal 1971 al 1983, in carriera ottenne 12 vittorie, tra cui la classifica finale del Giro d'Italia 1978.

## Carriera
La sua vittoria più importante fu il Giro d'Italia del 1978. Fu anche secondo al Giro nel 1976, a soli 19 secondi dal vincitore Felice Gimondi. Al Tour de France, fu quarto nel 1980 e settimo nel 1981. Col settimo posto nella Vuelta a España 1980, è uno dei corridori che hanno centrato la Top10 in tutti i grandi giri.

## Palmarès
- 1973 (Flandria, una vittoria)

Freccia del Brabante
- 1975 (Flandria, una vittoria)

5ª tappa, 1ª semitappa Giro del Belgio (Waremme > Heverlee)
- 1976 (Brooklyn, cinque vittorie)

2ª tappa Tour de Romandie (Vevey > Leysin)
4ª tappa Tour de Romandie (Courfaivre > Chaumont)
5ª tappa, 2ª semitappa  Tour de Romandie (Friburgo, cronometro)
Classifica generale Tour de Romandie
6ª tappa Giro d'Italia (Cosenza > Matera)
- 1977 (Brooklyn, una vittoria)

7ª tappa Volta a Catalunya (Montcada i Reixac > Alt del Mas Nou)
- 1978 (Bianchi, tre vittorie)

3ª tappa Giro d'Italia (La Spezia > Cascina)
Classifica generale Giro d'Italia
4ª tappa Grand Prix du Midi Libre (Le Vigan > Espalion)
- 1981 (Splendor, una vittoria)

Subida a Arrate

### Altri successi
- 1971 (Flandria)

Circuito di Sleidinge
Circuito di Roeselare
- 1973 (Flandria)

Circuito di Haasdonk
Circuito di Harelbeke
- 1975 (Brooklyn)

Circuito di Malderen
- 1976 (Brooklyn)

Circuito di Nandrin
Circuito di Valdengo
- 1981 (Splendor)

Circuito di Ronse
- 1982 (La Redoute)

Circuito di Ruiselede

## Piazzamenti

### Grandi Giri
- Giro d'Italia

1973: 33º
1974: 36º
1976: 2º
1977: non partito (20ª tappa)
1978: vincitore
1979: 19º
- Tour de France

1972: non partito (2ª tappa)
1979: ritirato (10ª tappa)
1980: 4º
1981: 7º
1982: 28º
1983: ritirato (13ª tappa)
- Vuelta a España

1980: 7º

### Classiche
- Milano-Sanremo

1974: ritirato
1975: ritirato
- Parigi-Roubaix

1974: 12º
1976: 16º
- Giro delle Fiandre

1971: 13º
1972: 51º
1974: 23º
1976: 14º
1978: 13º
- Liegi-Bastogne-Liegi

1972: 28º
1974: 32º
1975: 21º
- Giro di Lombardia

1975: ritirato
1976: 27º
1977: 8º
1978: 9º
1981: 9º

### Competizioni mondiali
- Campionati del mondo

Ostuni 1976 - In linea: ritirato
Nürburgring 1978 - In linea: 25º
Sallanches 1980 - In linea: 12º